# Rubondo nationalpark

Rubondo nationalpark, som är Tanzanias tredje minsta nationalpark och ligger i nordvästra Tanzania 150 km väster om staden Mwanza i distriktet Geita och har en yta på 457 km2. Nationalparken, som grundades 1977, omfattar 12 öar i Victoriasjön, där Rubondo är den största (240 km2) av dessa öar. Öarna ligger 1134  meter över havet.

## Historia
Rubondo blev viltreservat 1965 för att skydda hotade djurarter. Schimpanser, elefanter, giraffer, antiloper och svart noshörning flyttades till öarna som 1977 erhöll nationalparksstatus.

## Djurliv
Förutom de arter som infördes 1965 finns inhemska däggdjur som buskbock, sitatunga, flodhäst, grön markatta, genetter, uttrar och rörråttor.
Malakitkungsfiskare, paradisflugsnappare, hägrar, storkar och skedstorkar är några arter som finns i parken förutom alla flyttfåglar.

## Säsong
Torrperioden från juni till augusti är lämplig för blommor och fjärilar. Regnperioden sträcker sig mellan november och mars. Perioden december till februari passar bäst för flyttfåglar.

## Kommunikationer
Man kan flyga till Rubondo från Arusha, Manyara, Serengeti och Mwanza. Ett annat alternativ är bil från Mwanza och sedan båt.